# بيالينكورت
بيالينكورت (بالفرنسية: Béalencourt)‏ هي بلدية تقع في إقليم باد كاليه من منطقة نور با دو كاليه في شمال فرنسا. تبلغ مساحة هذه المدينة 7.31 (كم²)، وترتفع عن سطح البحر 106 م، يبلغ عدد سكانها 114 نسمة حسب إحصاء المعهد الوطني للإحصاء والدراسات الاقتصادية سنة 2009 م. وترأس Daniel Bocquet البلدية خلال فترة (2001-2008).